# Czerwonka (Stare Juchy)
Czerwonka (deutsch Czerwonken, 1932–1945 Rotbach) ist ein Dorf in der polnischen Woiwodschaft Ermland-Masuren, das zur Gmina Landgemeinde Stare Juchy ((Alt) Jucha, 1938–1945 Fließdorf) im Powiat Ełcki (Kreis Lyck) gehört.

## Geographische Lage
Czerwonka liegt östlich des Großen Sawinda-Sees (1938–1945 Großer Margensee, polnisch Jezioro Sawinda Wielka) in der östlichen Woiwodschaft Ermland-Masuren, zehn Kilometer nordwestlich der Kreisstadt Ełk (deutsch Lyck).

## Geschichte
Das vor 1785 Czerwoncken, um 1810 Rothfließ und bis 1932 Czerwonken genannte kleine Dorf wurde 1548 gegründet. In der Zeit von 1874 bis 1945 war in den Amtsbezirk Grabnick (polnisch Grabnik) eingegliedert, der zum Kreis Lyck im Regierungsbezirk Gumbinnen (ab 1905 Regierungsbezirk Allenstein) in der preußischen Provinz Ostpreußen gehörte. Außerdem war es im gleichen Zeitraum dem Standesamt Grabnick zugeordnet. Im Jahr 1910 waren hier 250 Einwohner registriert.
Aufgrund der Bestimmungen des Versailler Vertrags stimmte die Bevölkerung im Abstimmungsgebiet Allenstein, zu dem Czerwonken gehörte, am 11. Juli 1920 über die weitere staatliche Zugehörigkeit zu Ostpreußen (und damit zu Deutschland) oder den Anschluss an Polen ab. In Czerwonken stimmten 180 Einwohner für den Verbleib bei Ostpreußen, auf Polen entfielen keine Stimmen.
Am 19. November 1932 wurde Czerwonken in Rotbach umbenannt. Die Zahl der Einwohner belief sich 1933 auf 249 und betrug 1939 noch 238.
In Folge des Zweiten Weltkriegs kam 1945 das gesamte südliche Ostpreußen und mit ihm das Dorf Rotbach zu Polen und erhielt die polnische Namensform Czerwonka. Heute ist der Ort Sitz eines Schulzenamtes (polnisch Sołectwo) und somit eine Ortschaft im Verbund der Landgemeinde Stare Juchy ((Alt) Jucha, 1938–1945 Fließdorf) im Powiat Ełcki (Kreis Lyck), bis 1998 der Woiwodschaft Suwałki, seither der Woiwodschaft Ermland-Masuren zugehörig.

## Religionen
Vor 1945 war Czerwonken in die evangelische Kirche Grabnick in der Kirchenprovinz Ostpreußen der Evangelischen Kirche der Altpreußischen Union sowie in die römisch-katholische Kirche Lyck (polnisch Ełk) im Bistum Ermland eingepfarrt.
Heute gehört Czerwonka zur römisch-katholischen Pfarrei Grabnik im Bistum Ełk der Römisch-katholischen Kirche in Polen. Die evangelischen Einwohner halten sich zur Kirchengemeinde in der Kreisstadt Ełk, einer Filialgemeinde der Pfarrei Pisz (deutsch Johannisburg) in der Diözese Masuren der Evangelisch-Augsburgischen Kirche in Polen.

## Verkehr
Cuerwonka zweigt in westlicher Richtung von einer Nebenstraße ab, die von Woszczele (Woszczellen / Woszellen, 1938–1945 Neumalken) an der Woiwodschaftsstraße 656 nach Bałamutowo (Ballamutowen, 1934–1945 Giersfelde) führt. Woszczele ist auch die nächste Bahnstation und liegt an der Bahnstrecke Korsze–Białystok.